# Bolsa Família

Logo Bolsa Familia utilizzato per il governo brasiliano.

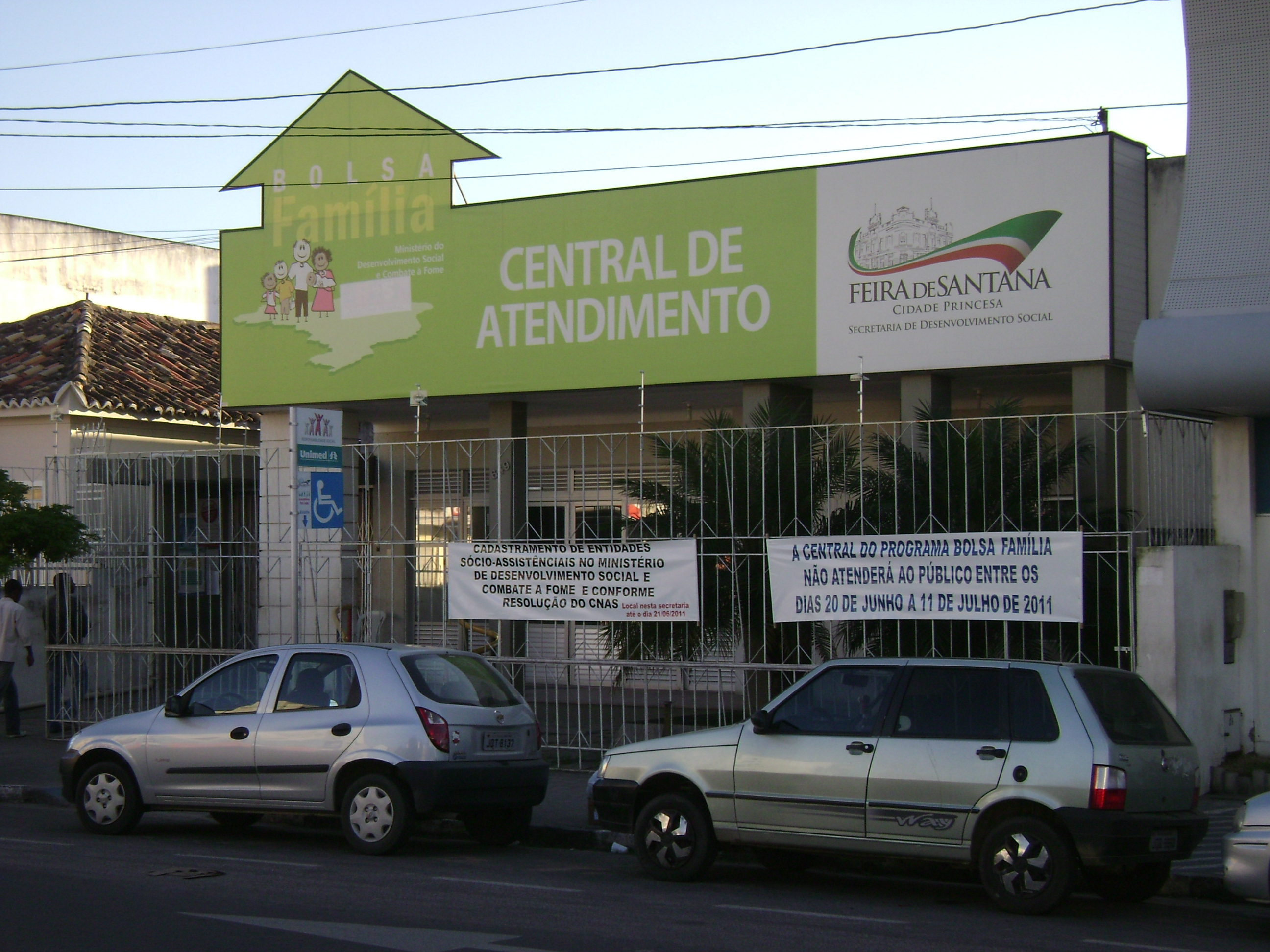
Centro di attenzione per i beneficiari della Bolsa Familia a Feira de Santana, Bahia.

Bolsa Familia (in italiano: Borsa Famiglia) è un programma di welfare realizzato dal Governo del Brasile. Bolsa Familia fornisce aiuti finanziari alle famiglie brasiliane in stato di povertà, che dovranno garantire la scolarizzazione dei figli e provvedere alla loro vaccinazione. L'obiettivo di tale programma è da un lato ridurre nel breve termine gli effetti della povertà mediante erogazione di sussidi pubblici e dall'altro ridurre la povertà nel lungo termine valorizzando il capitale umano mediante un trasferimento condizionato di denaro.
Il programma è stato il fulcro della politica sociale presidente Luiz Inácio Lula da Silva, ed è noto per aver giocato un ruolo nella sua vittoria nelle elezioni generali in Brasile del 2006.
Il programma Bolsa Familia è stato uno dei fattori che ha contribuito alla riduzione della povertà in Brasile (scesa del 27,7%) durante il primo mandato del governo Lula. Di recente il Centro di studi politici della Fondazione Getulio Vargas ha pubblicato uno studio dimostrando la forte riduzione del numero di persone in povertà in Brasile tra il 2003 e il 2005. Altri studi (si vedano quelli riportati nel libro Un Paese per tutti di Gianfranco Cordisco, ed. Filidiritto, 2016) hanno sottolineato che grazie a tale programma si è verificato un miglioramento del mercato del lavoro e dei guadagni reali sul salario minimo. Nel febbraio 2011, il 26% della popolazione brasiliana è stata coperta dal programma Bolsa Familia.
Bolsa Familia da attualmente alle famiglie con reddito pro-capite mensile al di sotto di sotto $ 140 BRL (soglia di povertà, ~ $ 56 USD) uno stipendio mensile di $ 32 BRL (~ $ 13 USD) per ogni bambino vaccinato (<16 anni) che frequenta la scuola (fino a 5 anni) e $ 38 BRL (~ $ 15 USD) per ragazzi (16 o 17 anni) che frequentano scuola (fino a 2 anni). Inoltre, per le famiglie il cui reddito pro-capite mensile di sotto $ 70 BRL (soglia di povertà estrema, ~ $ 28 USD), il programma dà il vantaggio di base $ 70 BRL al mese.
Questo denaro viene erogato attraverso la cosiddetta Cartão do Cidadão, inviata alle famiglie mediante posta. Tale carta ha un funzionamento analogo ad una qualsiasi carta di debito ed è emessa dalla Caixa Economica Federal. 
Tale sistema di distribuzione delle carte di debito mira ad evitare fenomeni di corruzione legati alla distribuzione dei sussidi e a dissociare il ricevimento di denaro da clientelismo.